# Колепицуто (Кјети)
Колепицуто (итал. Collepizzuto) је насеље у Италији у округу Кјети, региону Абруцо.
Према процени из 2011. у насељу је живело 204 становника. Насеље се налази на надморској висини од 97 м.